# Ołeksandr Pjatnycia
Ołeksandr Pjatnycia, ukr. Олександр Сергійович П'ятниця, ros. Александр Сергеевич Пятница (ur. 14 lipca 1985 w Dniepropetrowsku) – ukraiński lekkoatleta specjalizujący się w rzucie oszczepem.
Brązowy medalista młodzieżowych mistrzostw Europy (2007). Na mistrzostwach świata w Berlinie w 2009 roku odpadł w eliminacjach. Tuż za podium – na czwartym miejscu – uplasował się podczas mistrzostw Europy w 2010. Nie awansował do finału mistrzostw świata w Daegu. W 2012 był piąty na mistrzostwach Europy oraz zdobył srebrny medal igrzysk olimpijskich, lecz 9 sierpnia 2016 roku MKOL opublikował raport, z którego wynika, że Pjatnycia stosował niedozwolone środki. W konsekwencji został on zdyskwalifikowany, a jego olimpijskie wyniki zostały anulowane. Po zdobyciu wicemistrzostwa olimpijskiego został odznaczony Orderem „Za zasługi”. Nie uzyskał minimum kwalifikacyjnego i nie wziął udziału w mistrzostwach świata w Moskwie (2013).
Na koniec 2012 wybrany został lekkoatletą roku na Ukrainie.
Reprezentant Ukrainy w drużynowych mistrzostwach Europy i zimowym pucharze Europy w rzutach oraz medalista (także złoty) mistrzostw kraju. 
Rekord życiowy: 86,12 (20 maja 2012, Kijów) – rezultat ten jest aktualnym rekordem Ukrainy.

## Osiągnięcia
| Rok  | Impreza                                 | Miejsce    | Lokata            | Wynik |
| ---- | --------------------------------------- | ---------- | ----------------- | ----- |
| 2007 | Młodzieżowe mistrzostwa Europy          | Debreczyn  | 3. miejsce        | 76,28 |
| 2008 | Zimowy puchar Europy w rzutach          | Split      | 8. miejsce        | 71,86 |
| 2009 | Mistrzostwa świata                      | Berlin     | el. – 27. miejsce | 76,13 |
| 2009 | Światowy finał lekkoatletyczny IAAF     | Saloniki   | 5. miejsce        | 80,60 |
| 2010 | Zimowy puchar Europy w rzutach          | Arles      | 2. miejsce        | 79,38 |
| 2010 | Superliga drużynowych mistrzostw Europy | Bergen     | 4. miejsce        | 78,75 |
| 2010 | Mistrzostwa Europy                      | Barcelona  | 4. miejsce        | 82,01 |
| 2011 | Zimowy puchar Europy w rzutach          | Sofia      | 2. miejsce        | 81,96 |
| 2011 | Mistrzostwa świata                      | Daegu      | el. – 29. miejsce | 73,56 |
| 2012 | Mistrzostwa Europy                      | Helsinki   | 5. miejsce        | 81,41 |
| 2012 | Igrzyska olimpijskie                    | Londyn     | 2. miejsce        | 84,51 |
| 2014 | Mistrzostwa Europy                      | Zurych     | el. – 21. miejsce | 74,69 |
| 2015 | Superliga drużynowych mistrzostw Europy | Czeboksary | 8. miejsce        | 71,75 |